# Chyler Leigh
Chyler Leigh West (tên khai sinh: Chyler Leigh Potts; nghệ danh: Chyler Leigh; sinh ngày 10 tháng 4 năm 1982) là một nữ diễn viên, ca sĩ và người mẫu người Mỹ.